# Valerija Makeeva
Valerija Zoroastrovna Makeeva (in russo Валерия Зороастровна Макеева?; Novočerkassk, 1929 – Mosca, 2007) è stata una monaca cristiana e editrice russa, della Chiesa ortodossa russa, e dissidente sovietica.

## Biografia
Nacque in una famiglia di geologi di origini aristocratiche. Nel 1939 si trasferì a Mosca. A tredici anni scrisse versi anonimi contro Stalin; scoperta e denunciata da un insegnante, finì nel mirino del KGB. Nel 1944 entrò nel monastero di San Michele a Odessa, dove vivevano più di settanta suore. Nel 1961, con l'attacco alla religione voluto da Nikita Chruščёv, il monastero venne chiuso. Valerija si trasferì nella Repubblica Socialista Sovietica Moldava, dove visse per qualche tempo nel monastero di Răciula, poi si trasferì in un monastero della diocesi di Žytomyr, nella Repubblica Socialista Sovietica Ucraina. In quel periodo Valerija divenne tipografa clandestina. In seguito si trasferì a Mosca, dove produsse breviari ortodossi, altri libri e oggetti di culto. Fu perseguitata più volte per questa attività e fu rinchiusa per anni in prigione e in alcuni ospedali psichiatrici speciali, tra i quali il famoso manicomio criminale di Kazan'.